# Agua Caliente (Jalisco)
Agua Caliente es una localidad del estado mexicano de Jalisco. Es parte del municipio de Poncitlán.

## Demografía
| Gráfica de evolución demográfica |
|                                  |

| Censo | Población |
| ----- | --------- |
| 1910  | 18        |
| 1921  | 116       |
| 1930  | 72        |
| 1940  | 120       |
| 1950  | 104       |
| 1960  | 256       |
| 1970  | 353       |
| 1980  | 476       |
| 1990  | 485       |
| 2000  | 750       |
| 2010  | 988       |
| 2020  | 1 284     |